# Agnieszka Przekupień
Agnieszka Przekupień (ur. 1990 w Zakopanem) – polska aktorka musicalowa, wokalistka i instruktorka wokalna. Znana z ról teatralnych m.in. Jenny w Waitress i Amneris w Aidzie w Teatrze Muzycznym „Roma”, Fantyny w Les Misérables w Teatrze Muzycznym w Łodzi oraz Marii w West Side Story w Operze i Filharmonii Podlaskiej i in. Wielokrotna laureatka konkursów i festiwali wokalnych, wykładowca śpiewu w Akademii Muzycznej w Łodzi.
Ukończyła I stopień Szkoły Muzycznej im. M. Karłowicza w Zakopanem w klasie fortepianu oraz Państwową Ogólnokształcącą Szkołę Artystyczną w Zakopanem. W 2012 roku obroniła dyplom z filologii polskiej na Uniwersytecie Jagiellońskim w Krakowie, zaś w 2015 roku ukończyła z wyróżnieniem studia na Wydziale Wokalno-Aktorskim Akademii Muzycznej im. Stanisława Moniuszki w Gdańsku.
Była wokalistką zespołu „Przez Znaczenie”. W 2015 roku została solistką w zespole Piotra Rubika z którym nagrała dwie płyty „Pieśni Szczęścia” i oratorium „Z powodu Mojego Imienia” oraz wzięła udział w kilku trasach koncertowych po Stanach Zjednoczonych i Kanadzie. Założyła fundację MUSICAMP, której „głównym celem jest promocja musicalu w Polsce m.in. poprzez organizację warsztatów musicalowych oraz koncertów i spektakli”.

## Role teatralne
Źródło:
| Rok       | Przedstawienie          | Rola            | Teatr                                                |
| --------- | ----------------------- | --------------- | ---------------------------------------------------- |
| 2014      | Wonderful Town          | Violet          | Akademia Muzyczna im. Stanisława Moniuszki w Gdańsku |
| 2014      | Dźwięki muzyki          | Maria Rainer    | Gliwicki Teatr Muzyczny                              |
| 2014      | Jesus Christ Superstar  | Maria Magdalena | Teatr Muzyczny w Łodzi                               |
| 2015      | Cyrano                  | Roksana         | Teatr Muzyczny w Łodzi                               |
| 2017–2018 | Doktor Żywago           | Lara Guichard   | Opera i Filharmonia Podlaska                         |
| 2017–     | Les Misérables          | Fantyna         | Teatr Muzyczny w Łodzi                               |
| 2018      | Gorączka sobotniej nocy | Stephanie       | Teatr Muzyczny w Gdyni                               |
| 2019      | Miss Saigon             | Ellen           | Teatr Muzyczny w Łodzi                               |
| 2019–2023 | Aida                    | Amneris         | Teatr Muzyczny „Roma”                                |
| 2021–2022 | Waitress                | Jenna           | Teatr Muzyczny „Roma”                                |
| 2022–2023 | West Side Story         | Maria           | Opera i Filharmonia Podlaska                         |
| 2023–     | Kopernik                | Anna Schilling  | Opera Krakowska                                      |
| 2024–     | Dracula                 | Lucy Westenra   | Teatr Muzyczny w Łodzi                               |
| 2025–     | Wicked                  | Galinda/Glinda  | Teatr Muzyczny „Roma”                                |

## Role głosowe
- 2019: Kraina lodu II jako królowa Iduna[4]
- 2020: Wyprawa na księżyc jako Mama[4]

## Wybrane nagrody
- 2007: Konkurs Poezji Śpiewanej „Kraina Łagodności 2007” w Krakowie – laureatka 1. miejsca[1]
- 2009: Festiwal „Pamiętajmy o Osieckiej” – laureatka[1]
- 2018: Teatralne Nagrody Muzyczne im. Jana Kiepury – najlepsza wokalistka musicalowa (za rolę Lary Guichard w spektaklu Doktor Żywago)[4]
- 50. Studencki Festiwal Piosenki w Krakowie – laureatka 3. miejsca[1]